# Psary-Podłazy
Psary-Podłazy – wieś w Polsce położona w województwie świętokrzyskim, w powiecie kieleckim, w gminie Bodzentyn.
W latach 1975–1998 miejscowość administracyjnie należała do województwa kieleckiego.
Miejscowość jest siedzibą parafii rzymskokatolickiej. W strukturze kościoła rzymskokatolickiego parafia należy do metropolii krakowskiej, diecezji kieleckiej, dekanatu bodzentyńskiego.